# Съотношение
Съотношение или отношение в математиката се нарича частното на величини a и b от един вид (това най-общо може да са предмети, действия, явления, свойства (признаци) и т.н., но измервани в единици с еднаква размерност). Две равни отношения, свързани със знака за равенство, се наричат пропорция.

## Означения и примери
Съотношението обикновено се означава с помощта на двоеточие като (a:b) или a към b, например 3:4 (чете се „3 към 4“).
Пример: в химичния състав на водата, H2O, съотношението на броя атоми на водорода към броя атоми на кислорода е 2:1. Съотношението като цяло показва връзката между две числа. Може също да се даде и съотношението между три и повече числа. Пример: в химическия състав на сярната киселина H2SO4 съотношението между атомите е 2:1:4 (чете се „2 към 1 към 4“).

## Мащаб
Често размерите на обектите, разположени върху земната повърхност или при решаването на практически задачи – например в строителството и машиностроенето – не могат да бъдат изобразени реално. За представянето или описването на обекти и изделия в документация или макети се използва отношението на две числа, наричано мащаб. С използването на този метод, конкретен обект се представя в умален или увеличен размер и с мащаба се показва връзката между изображението и реалния обект.
Например отношението за мащаб М 1:100 (едно към сто) показва, че на една мерна единица от графичната схема или план отговарят 100 мерни единици от действителния обект, т.е. действителният обект е 100 пъти по-голям. При географските карти и планове тези отношения са значително по-големи. За едромащабна карта на България се смята тази, изработена в мащаб М 1:5000 (на 1 см от картата отговарят 50 метра от местността). Дребномащабните топографски карти или физически географски карти имат значително по-големи съотношения – например от 1:100000 и повече. Отношението едно към пет хиляди изразява не само едно цифрово отношение, а и връзката между някакъв реален физически обект и неговия образ изразен в дву- или три координатна система (например релефна карта). Истинските размери на дадените обекти може да се намерят, като се знае отношението, записано в мащаба.